# 大南迁
《大南迁》，原名《葛藤凹》，2012年拍摄的唐朝背景电视剧，总导演阎清秀，主演邹兆龙、俞飞鸿、贺刚、符涛、李若嘉、汤镇业、姚居德。该剧名字“葛藤凹”原意“葛藤”是一种驱邪保平安的吉祥物，“凹”是山凹，是客家文化。该片是世界客属第25届恳亲大会献礼之作。该剧改编自刘善群小说《葛藤凹》。2014年8月8日东南卫视及陕西卫视首播。

## 剧情
唐朝末年，民间黄巢起义，朝中监察御史利中汉因为刚正不阿惩办贪官而被贪官们暗地里整死，落得个满门抄斩的凄凉下场，部分家眷逃过一劫，开始南迁到闽粤地区的“葛藤凹”，宦官田令孜得知消息后，打算斩草除根，设计假手他人，一个叫“过猛”的贪官子弟去追杀利中汉的家眷，结果反而被利中汉的妻子救了一命，利中汉的家眷搬迁至葛藤凹后，土著山人畲族对他们的到来并不欢迎，几经磨合，才慢慢接受这些陌生的汉人，后成为不分彼此的和谐族群，唐军攻打葛藤凹时，被他们合力击退。

## 主演
| 演员                | 角色        | 备注                                                                       |
| 邹兆龙              | 利中汉      | 唐朝监察御史，为人刚正不阿。                                               |
| 俞飞鸿              | 利嫂/利夫人 | 利中汉的妻子。                                                             |
| 贺刚 童年：符涛     | 利洛生      | 利中汉的儿子，十七娘的丈夫。                                               |
| 李欣桐              | 十七娘      | 雷大郎的女儿，利洛生的妻子。                                               |
| 李若嘉 童年：王美萱 | 利小妹      | 利中汉的女儿。                                                             |
| 孙波                | 吉祥        | 利中汉的养子。                                                             |
| 梁家仁              | 雷大郎      | 葛藤凹畲族酋长。                                                           |
| 汤镇业              | 田令孜      | 宦官，字仲则，本姓陈，四川人，历经唐懿宗、唐僖宗、唐昭宗三朝，被王建杀死。 |
| 王小虎              | 过猛        | 贪官的儿子。                                                               |
| 孙瀚文              | 唐僖宗      | 唐朝第19代皇帝。                                                           |
| 苏航                | 唐昭宗      | 唐朝第20代皇帝。                                                           |
| 姚居德              | 耿叔        |                                                                            |
| 肖轶                | 天柱        |                                                                            |
| 佟俊                | 田有苗      |                                                                            |
| 韩烨                | 伍芳梅      |                                                                            |
| 张明亮              | 兰玄郎      |                                                                            |

## 制作
该剧是以客家祖地“石壁”为背景的电视剧。
该剧原著作者是宁化县客研会名誉会长刘善群。
该剧曾在浙江省横店影视城、三明市月亮湾影视拍摄基地、清流七星岩、宁化隆陂水库等地取景。
2012年6月17日，该剧举行了关机仪式。
2012年11月23日，该剧在宁化世界客属文化交流中心客家会堂首映。
该剧有100多名三明工贸学校的学生担任群众演员。

## 收視率
(由csm数据参考而来，收视率包括全天收视指数和市场(收视)份额参数)
| 平台     | 平均收视率 | 平均市場份額 |
| 东南卫视 | 0.243      | 0.675        |
| 陕西卫视 | 0.056      | 0.156        |